# Conus cylindraceus
Conus cylindraceus é uma espécie de gastrópode do gênero Conus, pertencente a família Conidae.
Como todas as espécies do gênero Conus, esses caracóis são predadores e venenosos. São capazes de picar humanos, portanto, os vivos devem ser manuseados com cuidado ou até mesmo não devem ser manuseados.

## Descrição
A concha mede entre 17 e 59 mm. Apresenta linhas finas e espirais que se tornam um granulares perto da base. A cor da concha é castanha, marcada por listras brancas longitudinais e frequentemente apresentando faixas superiores e inferiores de manchas brancas.

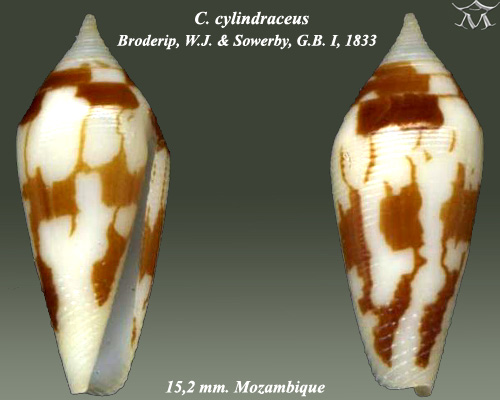